# رنو میدلام
رنو میدلام یک کامیون سایز متوسط است که توسط رنو در سال‌های ۱۹۹۹ تا ۲۰۱۳ تولید و عرضه شد.
این خودرو در ایران نیز توسط سایپا دیزل عرضه شد.